# ボヘミアのブランデンブルク人
『ボヘミアのブランデンブルク人』（チェコ語: Braniboři v Čechách）は、ベドルジハ・スメタナ作の3幕のオペラ。スメタナが作曲した最初のオペラである。リブレットの作者はカレル・サビナで、チェコの歴史の一場面を題材としている。作曲は、スメタナがスウェーデンから帰国して間もない1862年から1863年にかけて行われた。スメタナとサビナは、チェコへの愛国心を持ってこのオペラを作成した。
1863年に完成していたものの上演までには3年近くかかり、初上演は1866年1月5日に仮劇場で行われた。この時は、指揮を作曲者であるスメタナが担った。チケットは完売し、評論家たちはこぞって称賛したと記録に残っているなど、初演は成功を収めた。しかし、その後は徐々に上演される機会は減少した。
イギリスでは、完成から115年が経過した1978年4月にハマースミス・ムニシパル・オペラによって初上演されている。

## 登場人物
| 役名 | 声域         | 初演における役者 1866年1月5日 (指揮:ベドルジハ・スメタナ) |
| --- | ------------ | --------------------------------------------------------- |
| Volfram Olbramovič, プラハ市長                                                                           | バス         | Frantisek Hynek                                           |
| Oldřich Rokycanský, 騎士                                                                                 | バリトン     | Petr Doubravskÿ                                           |
| Junoš, 若きプラハ市民                                                                                    | テノール     | Jindrich Polák                                            |
| Jan Tausendmark, 若きプラハ市民                                                                          | バリトン     | Josef Lev                                                 |
| Varneman, ブランデンブルクの指揮官                                                                       | テノール     | Jan Luvrik Lukes                                          |
| Jíra, 逃亡した農奴                                                                                       | テノール     | Arnost Grand                                              |
| Ludiše, Volframの娘                                                                                      | ソプラノ     | Ferenczy                                                  |
| Vlčenka, Volframの娘                                                                                     | ソプラノ     | Josefina-Marie Schmidtová-Procházková                     |
| Děčana, Volframの娘                                                                                      | コントラルト | Marie Pisarovicová                                        |
| 年老いた村人                                                                                             | バス         | Josef Palecek                                             |
| 町の触れ役                                                                                               | バリトン     |                                                           |
| Knights and soldiers, Olbramovič's men, villagers, Brandenburger soldiers, vagabonds and beggars, Judges |              |                                                           |

## 梗概
舞台：プラハ
時代：13世紀、ブランデンブルク辺境伯によってボヘミアが侵攻・統治下におかれた時期
ボヘミア王オタカル2世が、1278年にルドルフ1世率いる神聖ローマ帝国軍に敗れ、マルヒフェルトの戦いで戦死すると、彼の未亡人であるクンフタ・ウヘルスカーは、ルドルフ1世に対抗するためにブランデンブルク軍に協力を要請する。これに対して、ルドルフ1世はオーストリア公国へと退く。ところが、今度はブランデンブルク軍人達がボヘミアへあたかも支配者であるかのようにふるまうようになる。そして、クンフタと彼女の息子であるヴァーツラフ2世をベズジェス城に幽閉する。そして、ブランデンブルク軍は一度は敵対したルドルフ1世と協力関係を結び、今後5年間のボヘミアでの支配権を獲得する。
市長Volfram Olbramovičをはじめとするプラハ市民は、ブランデンブルクの支配に苦しめられていた。一市民であるJunošは、ブランデンブルク軍人たちの強盗や略奪を上申する。市長の娘であるLudišeは、ドイツ系のプラハ市民Jan Tausendmarkから求婚されていたが、それを拒否していた。Tausendmarkは、ブランデンブルク軍に加担している人物だった。農奴であるJíraは、ブランデンブルクへの反乱運動のリーダーとなっていた。彼は、Tausendmarkが市長の娘3人、LudišeとVlčenka、Děčanaを誘拐したと公に非難した。軍同士の衝突を避けるために、市長Olbramovičは、Jíraを逮捕する。市長の娘たちは、まだブランデンブルク軍にとらわれたままになっており、市長はTausendmarkに彼女たちを解放するために協力するように要請する。しかし、ブランデンブルク軍の指揮官Varnemannは、高額な身代金を要求する。その間に、Jíraは裁判にかけられ、死刑判決を受ける。ところが、Ludišeと恋に落ちていたJunošがJíraを助け出す。Ludišeを拉致するつもりのTausendmarkは、Varnemannに見限られる。最終的に、Tausendmarkとブランデンブルク軍はプラハから追放され、プラハに自由が戻る。

## 評価
- 音楽史家のローザ・ニューマーチは、『ボヘミアのブランデンブルク人』は長期にわたって上演されるような作品ではなかったものの、スメタナのオペラの芸術性の起源全てを含む作品であったと考えている[4]。
- スメタナの音楽に関しては高評価の一方、サビナの台本に関しては、稚拙さを指摘する意見もある[5]。

## 録音
- 1963年 Jan Hus Tichý (指揮)、国民劇場の合唱団とオーケストラ；Karel Kalaš, Jiří Joran, Ivo Žídek, Zdeněk Otava, Antonín Votava, Bohumil Vich, Milada Šubrtová, Miroslava Fidlerová, Věra Soukupová, Eduard Haken, Jindřich Jindrák

## 参照
脚注
1. ↑  W. W. Cobbett, "Czech National Opera".  The Musical Times, 45(732), pp. 92-95  (February 1, 1904).
2. ↑  Brian Large, "Smetana's The Secret".  The Musical Times, 113(1551), pp. 452-454 (May 1972).
3. ↑  Brian Large, "Smetana's Brandenburgers".  The Musical Times, 119(1622), pp. 329-330 (April 1978).
4. ↑  Newmarch, Rosa (1942). The Music of Czechoslovakia. Oxford: OUP. ISBN 0-306-77563-8. OCLC 3291947, p. 64
5. ↑  松原武実 (2009年2月1日). “スメタナの第１作オペラ「ボヘミアのブランデンブルク人」”.  鹿児島国際大学国際文化学部音楽学科民謡芸能研究室. 2013年5月4日閲覧。

文献
- Amadeus Almanac, accessed 11 February 2010
- Warrack, John and West, Ewan, The Oxford Dictionary of Opera New York: OUP, 1992 ISBN 0-19-869164-5